# Anh đào Ulster
Anh đào Ulster là một giống anh đào ngọt (Prunus avium) có nguồn gốc từ Hoa Kỳ.

## Lịch sử
Anh đào 'Ulster' được tạo ra thông qua một chương trình nhân giống nông nghiệp tại Đại học Cornell ở Ithaca, New York vào năm 1937 và được giới thiệu lần đầu tiên vào năm 1964. Nó bắt nguồn từ sự lai tạo của anh đào 'Schmidt' (một giống cây trồng giữa mùa tạo ra quả màu đỏ sẫm, lớn vừa phải có chất lượng tốt và khả năng chống nứt cao) và anh đào 'Lambert' (một giống cây có hình trái tim với màu đỏ sẫm và thịt vừa phải và có hương vị ngọt ngào).
Anh đào 'Ulster' được đặt theo tên của Quận Ulster, New York, một khu vực là nơi sản xuất anh đào ngọt thương mại. Nó được trồng trên khắp Bắc Mỹ và đã được giới thiệu thành công ở Châu Âu và Úc. Giống cây này có thể được sản xuất ở vùng khí hậu khắc nghiệt: khi Na Uy đưa ra sản phẩm thương mại anh đào ngọt, giống cây này được nhập khẩu để trồng ở quận vịnh hẹp của quốc gia đó, nằm ở vĩ độ 60 ° N.

## Đặc điểm
Anh đào 'Ulster' là một giống cây trồng giữa mùa hè. Quả màu đỏ sẫm chắc và to, đôi khi có đường kính hơn một inch. Quả của nó có khả năng chống nứt rất cao bởi tác động mưa trước khi thu hoạch và những cây trồng anh đào Ulster đã được ghi nhận là cho thấy khả năng chống chịu cao hơn đối với chấn thương mùa đông ở phía tây nam, đốm lá anh đào và sương muối cuối mùa xuân có thể gây chết giống này. Nứt có thể xảy ra tần suất cao trên một số cây non, nhưng mức độ nứt giảm dần khi cây trưởng thành.

## Sử dụng
Hương vị ngọt ngào của anh đào 'Ulster' đã khiến nó trở nên phổ biến ở nhiều hình thức. Nó có thể được tiêu thụ như trái cây mới hái, và nó cũng được sử dụng trong các sản phẩm anh đào đóng hộp. Nó cũng đã được đưa vào sản xuất rượu vang. Peninsula Cellars Melange, được tạo ra bởi rượu vang Michigan Cell chiết xuất từ hỗn hợp nước ngọt anh đào 'Ulster' và rượu nho nguyên chất, đã giành giải thưởng Trình diễn tốt nhất tại Hội chợ bang Michigan năm 1998.